# Stefan van Dijk
Stefan van Dijk é um ex ciclista holandês, nascido a 22 de janeiro de 1976 em Honselersdijk. Estreia como profissional em 2000 e seu maior sucesso foi ganhar o Campeonato da Holanda em Rota em 2002. Também tem acabado em segunda posição do UCI Europe Tour em 2005 e 2010.

## Biografia
Stefan van Dijk converteu-se em profissional em 2000 na equipa alemão Team Colónia. Após uma primeira temporada sem vitórias, uniu-se à esquadra holandesa  Bankgiroloterij. Obteve bons resultados e demonstrou ser um bom velocista, ganhando a Volta a Holanda do Norte e uma etapa da Volta aos Países Baixos. O prestigioso equipa belga  Lotto o contratou após estes bons resultados. Van Dijk permaneceu ali durante três temporadas, e ganhou entre outros o Omloop van de Vlaamse Scheldeboorden, etapas da Volta a Dinamarca, o Tour de Picardie e a Tour de Qatar. Ademais adquire o título principal de sua carreira em 2002 com a vitória em Rotterdam do Campeonato da Holanda em Estrada.
Em 2005, Stefan Van Dijk assinou pela equipa Mr.bookmaker.com. Ganhou várias carreiras e consegue colar-se em vários podiums importantes da UCI Europe Tour, como a Paris-Bruxelas, o G. P. de Fourmies ou o Grande Prêmio de Isbergues. Ainda que sua equipa não é membro da ProTour, tem convites para certos eventos, o que faz que Van Dijk aproveite para ganhar uma etapa do Tour do Benelux ante os velocistas mais importantes do pelotão, e obtém um bom lugar na Paris-Tours ficando décimo. Com esta actuação, terminou a temporada no segundo lugar do UCI Europe Tour, por trás do  brasileiro Murilo Fischer.
Está muito boa temporada foi empanada por uma suspensão de um ano, quando foi declarado culpado de evadir um controle antiding em sua casa.
Não foi aceite por sua equipa, agora chamado  Unibet.com, voltando a competição em 2007 na equipa alemão Wiesenhof. Não conseguiu ganhar uma carreira nessa temporada, mas com frequência esteve para perto de a vitória nos eventos holandeses, como por exemplo a Veenendaal-Veenendaal (2º), o Delta Profronde, o Tour de Rijke, ou os Três Dias de Flandres Ocidental. Terminou desta vez em quarto lugar no UCI Europe Tour.
Desde 2009, corre na equipa belga Verandas Willems, e em novembro de 2013 foi suspenso por oito anos por doping reincidente ao ter usado ozonoterapia. O ciclista já tinha anunciado sua retirada do ciclismo ao termo dessa temporada.

## Palmarés
| 2001 - Volta a Holanda Setentrional - 1 etapa da Volta aos Países Baixos 2002 - Campeonato dos Países Baixos em Estrada - 2 etapas do Grande Prêmio Erik Breukink - Circuit de l'Escaut - 1 etapa da Volta a Dinamarca 2003 - Delta Profronde - Lhe Samyn - 1 etapa do Tour de Picardie - 1 etapa do Tour de Provar - 2º no Campeonato dos Países Baixos em Estrada 2004 - Volta a Holanda Setentrional - 1 etapa do Tour de Picardie - Dwars door Gendringen - Circuit de l'Escaut | 2005 - 1 etapa da Volta a Bélgica - 1 etapa do Tour do Benelux - Tour de Frise - Tour de Rijke 2008 - 1 etapa da Étoile de Bessèges 2010 - Memorial Arno Wallaard - Omloop der Kempen - Grande Prêmio da Villa de Zottegem - Circuito de Houtland - 1 etapa do Tour de Valonia 2011 - 1 etapa da Rota do Sur |